# Heliconius hecale
Heliconius hecale är en fjärilsart som beskrevs av Fabricius 1775. Heliconius hecale ingår i släktet Heliconius och familjen praktfjärilar. Inga underarter finns listade i Catalogue of Life.

## Bildgalleri

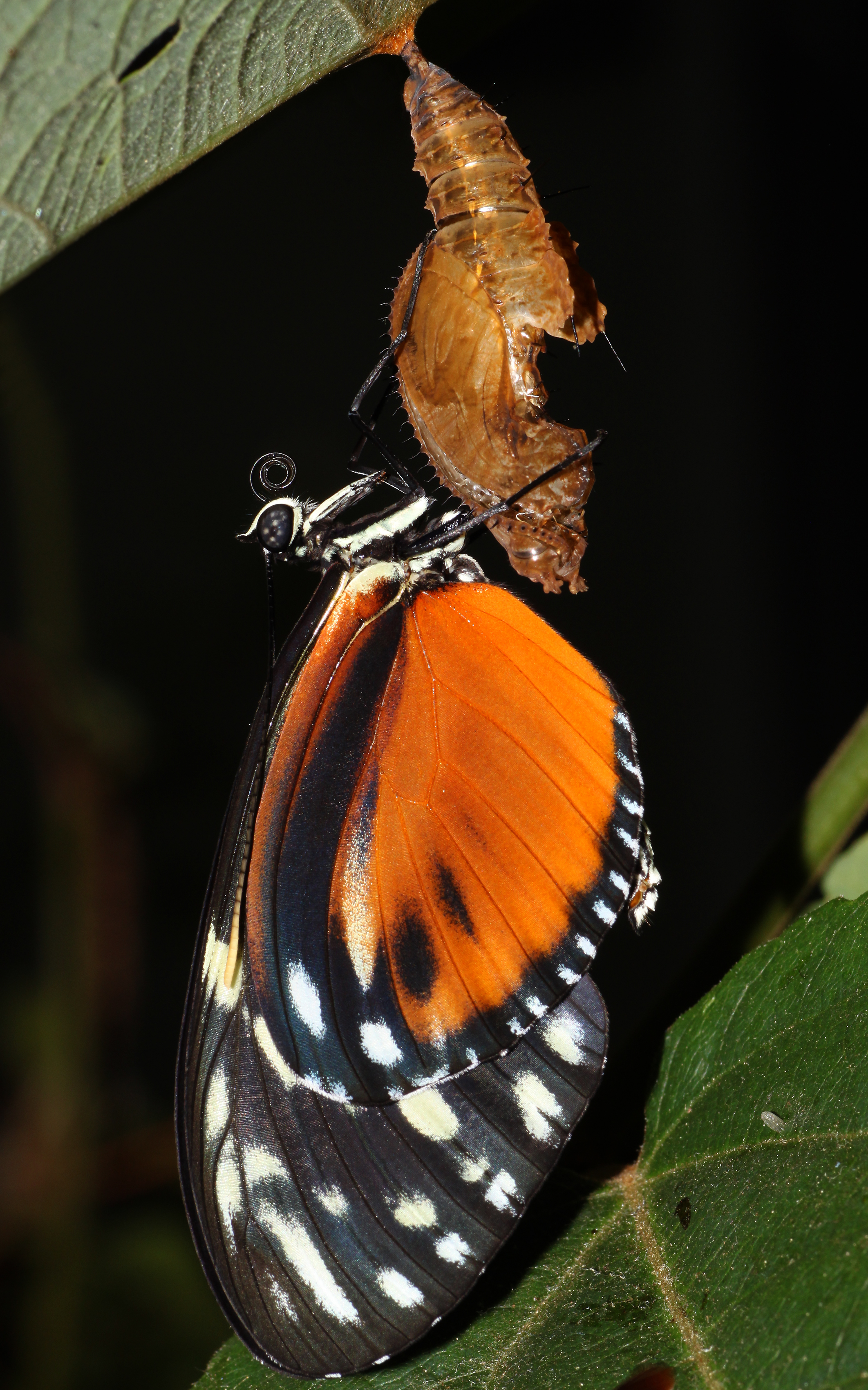
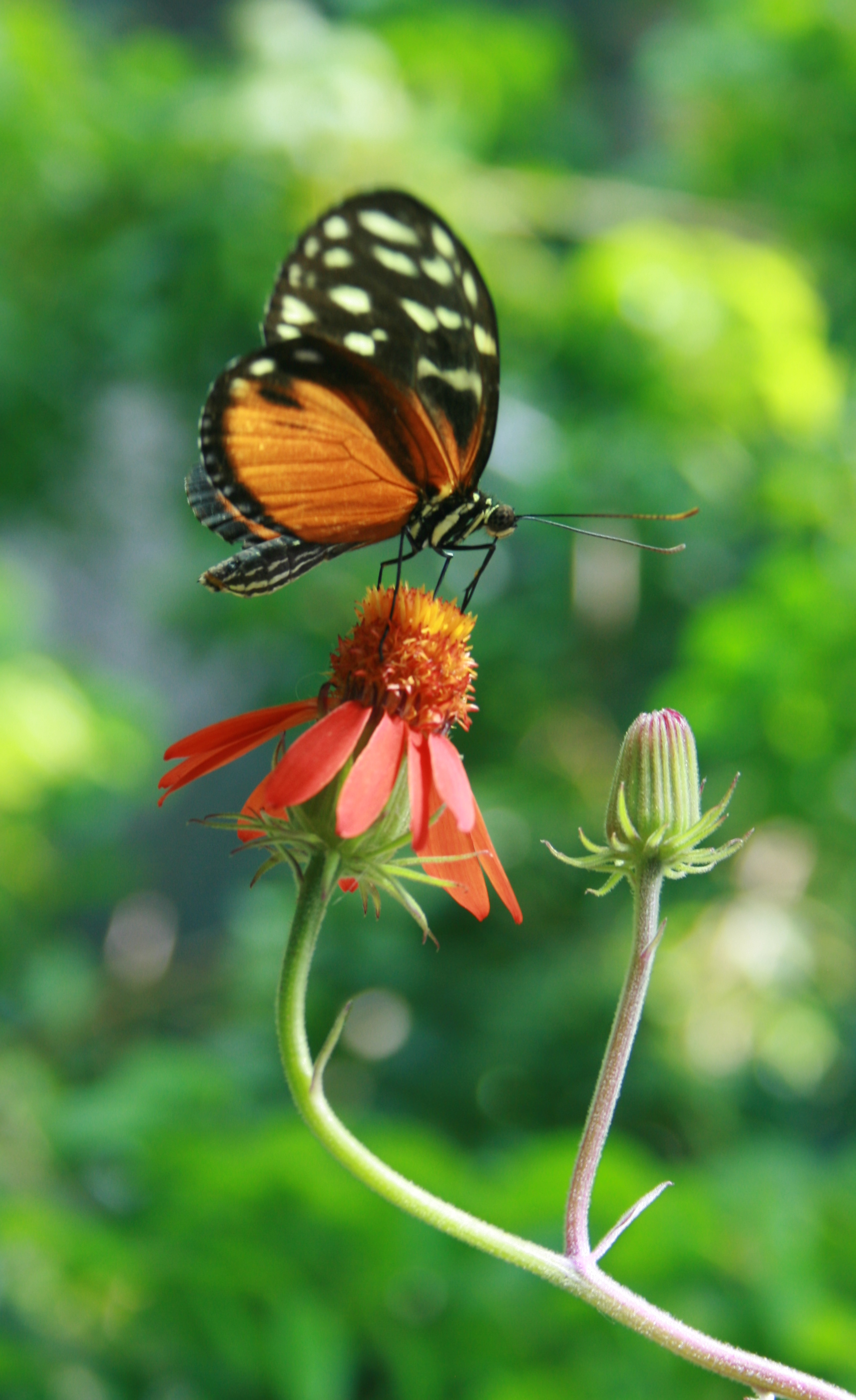